# Kerr Smith
Kerr Van Cleve Smith (født 9. marts 1972 i Exton, Pennsylvania i USA) er en amerikansk skuespiller, bedst kendt for rollen som den unge homoseksuelle Jack McPhee i Tv-serien Dawson's Creek. Han har også medvirket i gyseren Final Destination, advokatserien Justice og var den sidste, der blev narret i tv-serien Punk'd med Ashton Kutcher. Han har senest medvirket i filmen My Bloody Valentine 3D i rollen som Alex Palmer.
Smith blev gift med skuespillerinden Harmoni Everett i 2003, men søgte efter 6 års ægteskab skilsmisse den 20. marts 2009, ifølge ham selv på grund af uforenelige forskellige mellem parret.

## Filmografi
- My Bloody Valentine 3D (2009)
- Eli Stone (2008-2009)
- CSI: NY (2007) (Tv-serie)
- Justice (2006) (Tv-serie)
- E-Ring (2005) (Tv-serie)
- Accidental Murder (2005)
- Charmed (2004–2005) (Tv-serie)
- Cruel Intentions 3 (2004)
- Silver Lake (2004) (Tv-serie)
- Critical Assembly (2003) (Tv-serie)
- Pressure (2002)
- The Forsaken (2001)
- Final Destination (2000)
- The Broken Hearts Club: A Romantic Comedy (2000)
- Hit and Runway (1999)
- Lucid Days in Hell (1999)
- Dawson's Creek (1998–2003) (Tv-serie)
- As the World Turns (1996–1997) (TV-serie)